# ABU TV Song Festival 2023
Het ABU TV Song Festival 2023 was de twaalfde editie van het ABU TV Song Festival. Het ABU TV Song Festival is een non-competitief festival dat afgeleid is van het Eurovisiesongfestival. Bij deze versie mogen alleen de landen uit Azië en Oceanië deelnemen.
De twaalfde editie vond op 29 oktober 2023 plaats in de KBS Hall in Seoel in Zuid-Korea. Het was al de tweede keer dat Zuid-Korea het ABU TV Song Festival organiseerde, na 2012.
Er namen 11 landen deel aan het festival. Twee meer dan het voorgaande jaar, waardoor het festival weer een lichte opflakkering kende qua deelnemers. China, Hongkong, Macau, Maleisië en Sri Lanka namen opnieuw deel na respectievelijk twee, drie, één, één en zes jaar afwezigheid. Indonesië, Kazachstan en de Malediven daarentegen deden niet meer mee aan de twaalfde editie van het festival. Indonesië had tot hiertoe aan alle voorgaande edities deelgenomen. Hierdoor bleven Japan, Vietnam en Zuid-Korea de enige landen die aan iedere editie van het festival hadden deelgenomen.

## Deelnemende landen
| Volgorde | Land         | Taal                | Artiest                    | Lied                      |
| -------- | ------------ | ------------------- | -------------------------- | ------------------------- |
| 1        | Turkmenistan | Turkmeens en Engels | Annamyradow Begmyrat       | White city with Arkadag   |
| 2        | China        | Mandarijn en Engels | Tia Ray                    | Ready for love            |
| 3        | India        | Awadhi              | Malini Awasthi             | Ram ji ke bhaile janamva  |
| 4        | Sri Lanka    | Singalees           | Sheron Silva               | Lunu dehi                 |
| 5        | Turkije      | Turks               | Umut Sülünoğlu & Uğur Önür | Yolcu                     |
| 6        | Macau        | Kantonees en Engels | Winifai                    | Zhōngyú kuàilè de xìnyǎng |
| 7        | Vietnam      | Vietnamees          | Erik                       | Ghen                      |
| 8        | Maleisië     | Maleis              | Aina Abdul                 | Terus hidup               |
| 9        | Hongkong     | Mandarijn           | Chau Kat Pui               | Forever love              |
| 10       | Japan        | Japans en Engels    | Ayaka Hirahara             | Jupiter                   |
| 11       | Zuid-Korea   | Koreaans en Spaans  | Mamamoo+                   | Chico malo                |

2012 · 2013 · 2014 · 2015 · 2016 · 2017 · 2018 · 2019 · 2020 · 2021 · 2022 · 2023 · 2024 · 2025

Zie ook: ABU Radio Song Festival